# Sankt Jakobs Kirke
Sankt Jakobs Kirke är en kyrka på Østerbrogade i Østerbro i Köpenhamn byggd i engelsk nygotisk stil mellan 1876 och 1878 av  arkitekten Ludvig Fenger.